# ۷ چیز
۷ چیز ‎(به انگلیسی: 7Things)‏ یک آهنگ پاپ راک است که توسط خواننده و بازیگر آمریکایی، مایلی سایرس، خوانده شده‌است. این آهنگ توسط مایلی سایرس، آنتونیا آرماتو و تیم جیمز نوشته شده‌است و تهیه کننده آن، جان فیلدز بوده‌است. این آهنگ در ۱۷ ژوئن ۲۰۰۸ توسط هالیوود رکوردز به عنوان اولین تک‌آهنگ از آلبوم قطع رابطه منتشر کرد. این آهنگ با نام «هفت‌تا چیزی که درباره‌ات دوست ندارم» هم معروف است.

وقتی این آهنگ منتشر شد، معلوم شد که این آهنگ دربارهٔ نیک جوناس، دوست پسر قبلی مایلی سایرس سروده شده و متن آن حاکی از چیزهایی است که مایلی سایرس دربارهٔ دوست پسر سابقش بدش می‌آمده‌است. این آهنگ توانست جزو ۱۰ آهنگ پرطرفدار نروژ، استرالیا، ژاپن و آمریکا شود.

## موزیک ویدئو

مایلی در موزیک ویدئو هفت چیز.

این موزیک ویدئو که در تاریخ ۳۰ مه ۲۰۰۸ در لس آنجلس، کالیفرنیا ضبط شده‌است، در ابتدا دخترانی را نشان می‌دهد که گریه می‌کنند و با مایلی احساسات مشابه‌ای دارند. رانتر کارگردان این موزیک ویدئو، دربارهٔ مایلی در مقایسه با مدونا گفت: او می‌تواند قاتی باشد و در عین حال بخندند! وقتی دوربین را روی اون قرار می‌دید مثله یه دیوانهٔ مقدس می‌شود! او گفت: این سخت‌ترین ویدئو برای ویرایش بوده چون هر صحنه آن عالی است! هر لحظه‌ای که او را می‌بینی فوق‌العاده‌است! وقتی او برای دوربین آماده می‌شود، او یک ویدئوی بزرگ خلق می‌کند.